# Dinetus
Dinetus (лат.) — род песочных ос (Crabronidae) из подсемейства Astatinae или Dinetinae Fox, 1895.

## Описание
Мелкие осы (5—10 мм) чёрного цвета с жёлтыми, белыми или рыжевато-коричневыми отметинами. Глаза не соприкасаются друг с другом, но соприкасаются с основанием мандибул. Антенны скрученные. Скапус антенн длиннее, чем 1-й членик жгутика. Жвалы с выемкой внизу. Самки с двумя шпорами на средних голенях (у самцов ни одной). Развит псаммофор. Нотаулей нет. В передних крыльях 2 субмаргинальные ячейки. Охотятся на клопов (Nabidae, Lygaeidae и другие Heteroptera) и цикадок (Cicadinea), которых запасают для своего потомства в земляных гнёздах

## Распространение
Палеарктика. В Европе найден 1 вид, в Казахстане с Средней Азии — около 10 видов, в Северной Африке — 7 видов. В России — 1 вид.

## Систематика
14 видов. Включают в монотипическую трибу Dinetini Fox, 1895 из подсемейства Astatinae или выделяют в отдельное подсемейство Dinetinae Fox, 1895. Ранее род включали в Larrinae из внешнего сходства и сближающихся кверху глаз. С подсемейством Astatinae род Dinetus сходен следующими признаками: самки с двумя шпорами на средних голенях (у самцов ни одной), вольселла состоит из дигитуса и кусписа, медиальная жилка заднего крыла дивергирует до cu-a.
- Dinetus arenarius  Kazenas, 1973 (Казахстан, Китай)[9]
- Dinetus cereolus  Morice, 1897 (Египет)
- Dinetus arabicus Jacobs, 2021[10]
- Dinetus dentipes  E. Saunders, 1910 (Алжир, Египет, Казахстан, Тунис, Туркмения, ОАЭ)
- Dinetus deserticus Jacobs, 2021[10]
- Dinetus hameri  Notton, 2020 (ОАЭ)[11]
- Dinetus jordanicus Jacobs, 2021[10]
- Dinetus nabataeus  de Beaumont, 1960 (Оман, ОАЭ)
- Dinetus pictus  (Fabricius, 1793) typus — Западная Палеарктика от Испании до России и Казахстана
- Dinetus politus  Turner, 1917 (Индия)[11]
- Dinetus porcellaneus  Guichard, 1980 (Оман)
- Dinetus psammophilus  Kazenas, 1977 (Казахстан)[12]
- Dinetus pulawskii  de Beaumont, 1960 (Египет)
- Dinetus rakhimovi  Mokrousov et Khedher, 2020 (Узбекистан)[1]
- Dinetus schmideggeri Jacobs, 2021[10]
- Dinetus simplicipes  E. Saunders, 1910 (Алжир)
- Dinetus tunisiensis  Khedher et Mokrousov, 2020 (Тунис)[1]
- Dinetus turanicus  Kazenas, 1993 (Казахстан, Туркмения, Узбекистан)
- Dinetus vanharteni Jacobs, 2021[10]
- Dinetus venustus  de Beaumont, 1957 (Марокко)
- Dinetus wojciechi Kazenas, 1998 (Казахстан)[13]